# تاو کشتی‌دم
تاو کشتی‌دم یک ستاره است که در صورت فلکی کشتی‌دم قرار دارد.